# 杉山顕太郎
杉山 顕太郎（すぎやま けんたろう、1973年 (昭和48年）8月10日 - ）は、日本の写真家、実業家、茶人、著者。ファッション誌『TiaraGirl』等を刊行する株式会社ナレッジパークを創業。亜洲天使（北京）広告有限公司を創業、総経理を務める（大手誌-瑞麗に携わる）。株式会社ホレタビ、中投兆業株式会社、各社代表取締役。

## 来歴・人物
1973年、東京都港区生まれ。曾祖父は杉山金太郎。大久保利通五世孫。松濤幼稚園を卒園後、1980年（昭和55年）慶應義塾幼稚舎に入舎。1997年（平成9年）慶應義塾大学法学部政治学科を卒業。在学中は体育会少林寺拳法部に所属していた。その後、新卒で豊年製油（現・J-オイルミルズ）に入社し2年後に退社。
1999年に有限会社ナレッジパークを創業する（翌年に株式会社に変更）。ポータルサイト「CampusPark」やアメーバブログ内で「読モブログ」を立ち上げるなど、インフルエンサーマーケティングの先駆者として活動し、これらのメディアサービスは当時十数万人規模へと拡大した。
2010年に事業を売却し、翌2011年、中国で亜洲天使（北京）広告有限公司を創業。2012年にセブンイレブン北京と日本の旅行雑誌「亜州天使」を創刊。同事業については日本の外務省から「日中国交正常化35周年記念事業」に認定される。2014年からは中国国内で最大部数を誇るファッション誌『瑞麗』の事業に携わり、2年後には、アンジェラ芽衣と共に応募者15万人にも及ぶ瑞麗のカバーガールオーディションの本選審査員になる。翌2015年には瑞麗モデルのSNSや誌面を利用した訪問外国人旅行客（インバウンド）向け商品を販売。2022年以降もインターネットを中心に旅行雑誌を刊行する。